# Aloha from Hawaii (concierto)

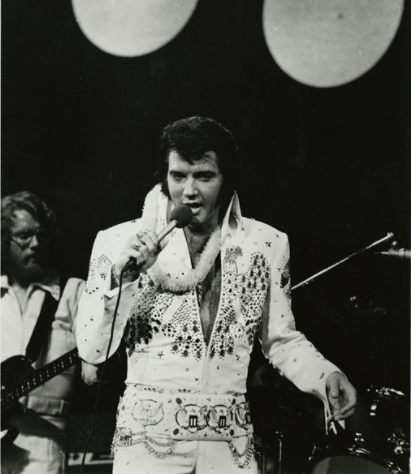
Elvis Presley durante el recital vía satélite de Aloha from Hawaii, enero de 1973

Aloha from Hawaii el concierto vía Satélite fue un recital protagonizado por Elvis Presley que tuvo lugar en el Honolulu International Center y fue transmitido vía satélite a la audiencia en países de Asia y Oceanía el 14 de enero de 1973  El show se puso al aire en Europa con una diferencia horaria. 
En los Estados Unidos, para evitar conflictos con el evento deportivo del Super Bowl VII y la exhibición en cines que estaba teniendo el documental Elvis on tour, la cadena NBC optó por poner al aire un especial televisivo del concierto de 90 minutos el 4 de abril de ese mismo año.
Luego de varios años de carrera actoral durante buena parte de la década de los 60s, Elvis regresó al plano estrictamente musical en 1968 con su show televisivo conocido como NBC 1968 Come Back Special.  El éxito del programa llevó a Elvis a completar sus contratos actorales en el séptimo arte para comenzar una serie de conciertos en 1969 en Las Vegas. Tras ello, Elvis inició una serie de tours por los Estados Unidos en 1970. Dos años más tarde, el viaje del entonces presidente Richard Nixon, a China, inspiró al Coronel Tom Parker, mánager de Elvis, a realizar un evento musical que pudiese ser visto en Asia. Para ello inició los arreglos necesarios con la RCA y la cadena televisiva NBC para llevarlo a cabo. 
El show sería un evento a beneficio de la  fundación en la lucha contra el cáncer Kui Lee Cancer Fund.
Marty Pasetta produjo el programa. El 12 de enero de 1973 tuvo lugar un recital previo a modo de ensayo. El show del 14 de enero se convirtió en el programa de mayor rating de la cadena NBC de ese año y el concierto en sí mismo fue el evento más costoso producido hasta el momento. Se transmitió a más de 40 países con una audiencia a nivel mundial aproximada de 1.500 millones de espectadores.
El álbum del show  Aloha from Hawaii via satélite  sería el último álbum de Elvis en alcanzar el puesto # 1 del Billboard Hot 100 hasta Moddy Blue en 1977 de manera póstuma. Luego de la edición logró rápidamente ventas por 500.000 copias alcanzando la certificación de la RIAA como disco de oro para ir sumando luego certificaciones de platino, siendo en la actualidad catalogado como quintuple platino. El DVD del concierto obtuvo la certificación de cuádruple platino por la misma asociación. 
Aloha from Hawaii fue el primer concierto de un solista en ser transmitido vía satélite y está considerado como el espectáculo de una sola persona más visto en la historia de la música  superando incluso en audiencia a la televisación del estreno de la canción All you need is love de The Beatles por la NBC en 1967, la transmisión en 1969 de la llegada del hombre a la luna e incluso al video Black or White de Michael Jackson estrenado vía satélite en simultáneo para 27 países en 1991.

## Diseño del escenario
Pasetta llevó bocetos de sus ideas para el escenario al coronel Tom Parker. Él pensó en que la banda debería estar colocada en una plataforma detrás de Presley. El escenario debía construirse algo bajo para permitir que el público se acercara a él, con una pasarela para permitir a Presley moverse hacia los fans. Los espejos enmarcarían el escenario, mientras que el fondo presentaría carteles de neón parpadeantes que decían "Elvis" en el idioma de los países donde se preveía transmitir el concierto y se lanzaría el álbum que lo acompañaba. A las luces de fondo se le añadiría una figura sosteniendo una guitarra.
Parker descartó la idea y le dijo a Pasetta que Presley no aprobaría sus planes, pero Pasetta insistió en llevar sus ideas directamente a Presley y Parker no se opuso al respecto. Pasetta le dijo a Presley que no estaba satisfecho con su actuación en Long Beach y le expuso sus planes para el escenario y los detalles de la producción en Hawaii. Terminó comentándole a Presley que necesitaría perder peso para el especial.
Impresionado por la franqueza de Pasetta, Presley se entusiasmó por trabajar con él y la reunión duró cuatro horas. Presley regresó a su casa, Graceland, en Memphis, Tennessee, y comenzó a hacer ejercicio para lidiar con los problemas de peso a los que aludía Pasetta. Aumentó su práctica de karate, consumió vitaminas y bebidas proteicas y utilizó pastillas para bajar de peso. Elvis perdió 11 kg (25 libras) en un mes.
Pasetta regresó a Los Ángeles, donde comenzó a trabajar en el escenario que sería enviado a Hawaii; También se agregarían más decoraciones en el lugar. El gran escenario cubría el espacio utilizado para 3.500 de los 8.800 asientos del Centro Internacional de Honolulu.
RCA Records encargó a Berlitz Corporation la traducción de las frases y escrituras que usaría Presley.
El escenario y el equipo fueron enviados desde Los Ángeles a Hawaii a principios de enero de 1973. Pasetta y el equipo viajaron allí para filmar el escenario que se agregaría como encartes al especial de televisión para su estreno en los Estados Unidos. Presley llegó allí el 10 de enero. Después de ver el escenario en el lugar, Presley le pidió a Pasetta que quitara las gradas individuales dispersas que se colocaron para la TCB Band y los coristas. Pasetta estuvo de acuerdo y, mientras continuaba el trabajo en el escenario, Presley ensayó en el Hilton Hawaiian Village. La apertura del programa se filmó en el helipuerto del hotel Hilton, con la asistencia de mil fanáticos de Presley.

## Vestuario

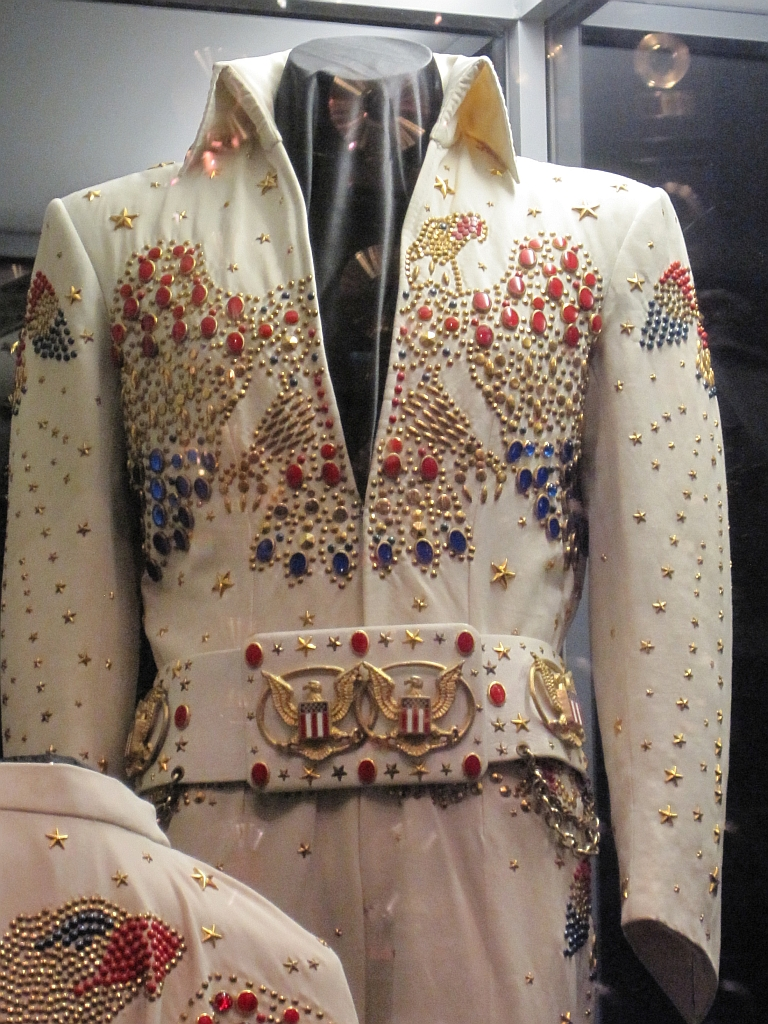
Traje utilizado por Elvis Presley durante el concierto

Presley se acercó a su diseñador de vestuario, Bill Belew, con una idea para su traje de concierto. Belew había comenzado a trabajar para Presley en 1968, con la creación del traje de cuero que usó para su especial Elvis de la NBC, y creó losjumpsuits de una pieza que usó durante sus apariciones en Las Vegas. Los diseños de Belew presentaban tela elástica de gabardina con cuellos napoleónicos, adornos de diamantes de imitación y pantalones acampanados. Para el próximo especial, Presley le pidió a Belew que creara un diseño de alguna manera patriótico. Presley sintió que la transmisión del programa vía satélite era producto del pensamiento creativo estadounidense y como iba a ser visto en países extranjeros, le dijo a Belew: "Sólo quiero que el traje diga Estados Unidos". 
Esta fue una de las pocas ocasiones en las que Presley hizo un pedido especial a Belew, quien generalmente confiaba bajo su propia creatividad.
Inicialmente, Belew sugirió un patrón basado en el contorno del mapa de USA. Luego consideraron la bandera, pero se decidieron por el águila calva, ya que Belew recordaba haber visto la imagen en una embajada de Estados Unidos. El enterizo blanco presentaba un águila calva hecha con patrones de gemas doradas, azules y rojas en el pecho y en la espalda. 
Belew creó entonces un cinturón de cuero blanco de cuatro pulgadas con cinco óvalos con el Gran Sello de los Estados Unidos. Inicialmente, Belew hizo una capa hasta la pantorrilla. Presley planeó cubrirse con él al comienzo de su actuación y luego revelarse cuando comenzara el espectáculo, pero lo descartó durante los ensayos porque consideró que pesaba demasiado, 12 libras (5,4 kg).  Belew entonces creó una capa que le llegaría hasta la cadera.
Producir el traje completo requirió la mayor parte del personal de Belew debido a la cantidad de bordados y la colocación de varias piezas de joyería. El diseño presentó 6.500 piedras individuales.
Durante los ensayos, Presley le regaló el cinturón del traje a la esposa de Jack Lord.  El socio de Presley, Joe Esposito, llamó a Belew para requerirle la confección de un nuevo cinturón.  Aarmado, Belew le dijo a Esposito que no tenía más rubíes y que tendría que conseguirlos en Europa. Sin embargo, los encontró a nivel local  y trabajó horas extras con su equipo para producir un nuevo cinturón.  Belew voló a Hawaii con el cinturón de repuesto y se quedó allí para los espectáculos.

## Ensayo y concierto

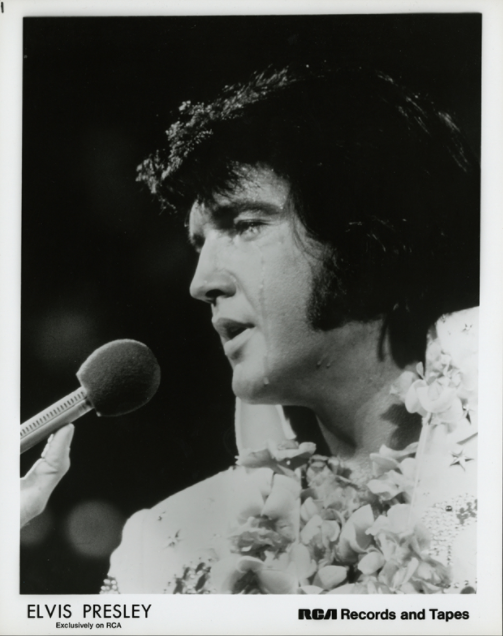
Primer plano de Elvis durante el concierto

El show de prueba tuvo lugar el viernes 12 de enero. Los fans colapsaron el lugar a medida que las puertas se abrieron a las 7:00 p. m., dos horas antes de que el show comenzara. La audiencia estuvo parada o sentada en los pasillos. El número de espectadores fue establecido en 6.000 personas. El show de prueba fue filmado y su finalidad fue la de efectuar un testeo técnico. El alcaide de Honolulu, Frank Fasi declaró el día 13 de enero como "El día de Elvis Presley" a modo de elogio para el artista debido a su contribución para con la fundación Kui Lee. En la reseña del Honolulu Star Bulletin declaró que Presley "dió un show de una hora la noche anterior que fue perfecto". Así mismo destacó positivamente la reacción de las fans de Presley por la presencia del astro. 
El concierto de Aloha from Hawaii tuvo lugar al día siguiente, el 14 de enero a las 12:30 a. m. en horario local para que coincida con el horario de mayor audiencia de las locaciones en el que iba a ser transmitido: Japón, Corea del Sur, Vietnam del Sur, Tailandia, Filipinas, Australia y Nueva Zelanda. La admisión fue más restrictiva que en el show anterior del sábado. Parker despachó a quienes realizaban el entretenimiento de soporte a los fans una vez que el estadio había ya alcanzado el límite de su capacidad establecida. Dicho entretenimiento consistía en bandas musicales de secundarias, payasos y robots.
Algunas cuestiones técnicas surgieron acorde al equipamiento de grabación de la NBC combinado con el equipo de la RCA traído por el ingeniero Wally Heider, sobrecargando las líneas eléctricas. El problema fue subsanado pero dos horas antes de que comenzara el show el sistema de sonido comenzó a tener ruido de interferencia causado por la iluminaria del lugar.  Los ingenieros de sonido tomaron prestada una gruesa lámina de plomo de la marina de los Estados Unidos para aislar el equipamiento. 
Fans adolescentes estuvieron presentes en las primeras filas, mientras que el resto de la audiencia promedio estaba estipulada en personas con alrededor de 40 años.
La lista de temas de Presley consistía en unas 22 canciones. Él realizó su entrada acostumbrada mientras la banda tocaba  2001: Una odisea del espacio. Así hablaba Zaratustra". El conjunto de temas incluían los temas clásicos del repertorio de Elvis como "Blue Suede Shoes", "Hound Dog" y "Love Me". Presley además interpretó las baladas  "You Gave Me a Mountain", "My Way", "I Can't Stop Loving You", "What Now My Love", "I'll Remember You" y "An American Trilogy", entre otras. Durante el show Elvis arrojó su cinturón a la audiencia al finalizar la canción  "An American Trilogy". Más tarde, llegaría el final del evento con el tema de cierre "Can't Help Falling in Love". Al comenzar este tema, Charlie Hodge le colocó a Elvis sobre sus espaldas la capa de su atuendo. Elvis solía finalizar sus recitales colocándose de rodillas y exhibiendo la capa sujetándola con ambas manos y abriéndola a modo de saludo. En esa ocasión Elvis arrojó la capa al público de la primera fila y luego a modo de despedida realizó con una de sus manos el signo de Shaka a la audiencia, recibiendo por parte de sus fans una corona dorada de rey, mientras él se retiraba caminando.
Después de que la audiencia dejara el estadio, Presley regresó al escenario una hora más tarde para grabar material adicional para la versión televisiva especial que se emitiría en los Estados Unidos. Allí grabaría "Blue Hawaii",  "KU-U-I-PO", "No More", “Hawaiian Wedding Song", (nuevas versiones de canciones que Elvis había interpretado en su momento para la banda sonora de la película Blue Hawaii) y "Early Morning Rain" siendo las primeras cuatro canciones. Pasetta entonces trabajó para editar 10 minutos para la programada transmisión europea retrasada en Eurovision Network. para las 12:30 p. m. hora central de Europa.

## Recepción y crítica
El show superó en recaudación los U$S 25.000 estipulados para la fundación (equivalentes a unos U$S 145.700 en 2020) y finalmente la entidad recibió U$S 75.000 (equivalentes a US$437,200 en 2020). El columnista Wayne Harada del Honolulu Advertiser publicó "Un emocionante show compacto de una hora de música y escena" Destacó al respecto la emotiva interpretación de Presley de "I'll remember you" y la cálida recepción del público ante "An American Trilogy" 
Los reportes iniciales estimaron que el show había sido visto por 1.500 millones de personas. Parker presentó la misma cifra durante entrevistas a la prensa para presentar el show. El satélite utilizado para la transmisión del show fue el Intelsat IV F-4 was. El concierto cerró la semana de Elvis en la NTV de Japón y se estimó una audiencia de un 37.8% del total de los espectadores. La cifra de audiencia alcanzó al 70% en Hong Kong. En Corea del Sur, la adhesión estimada fue del 70–80% de televidentes, mientras que la data despachada de las Filipinas indicó un 91.8%.
NBC puso al aire el show de 90 minutos en USA, el 4 de abril de 1973 La Stokely-Van Camp Company y Toyota fueron los patrocinadores del espectáculo. Éste comenzó con una animación del satélite poniendo al aire a Elvis para con el resto del mundo.
Billboard elogió el especial y manifestó que a los 38 años Presley aún sabe cómo cantar rock".
El New York Daily News elogió el trabajo de Pasetta y la interpretación de Presley, que usó menos trucos pero definitivamente un concierto con destreza. Desde el Cincinnaty Enquierer se criticó la abundancia de primeras tomas lo cual desde su óptica le habían restado mística al evento. En cuanto a la actuación de Presley en sí, el Cincinnaty Enquierer plasmó el haberse sentido cautivados por el talento de Elvis como cantante y la puesta en escena. Desde el Charlotte News  se criticó a la NBC por haber puesto en el aire un programa conducido por Ann Margret apenas finalizada la transmisión del show.
En las revisiones actuales del show el sitio IMDb calificó a la película del recital con 8.5 puntos sobre 10. La audiencia del sitio Rotten Tomatoes calificó al espectáculo con un 94% favorable con un total de 50 participantes mientras que la página filmaffinity la calificó con 8 puntos sobre 10 con más de 260 votantes.

## Banda sonora
Artículo principal Aloha from Hawaii vía satélite
La RCA editó un álbum doble en vinilo con sonido cuadrafónico que se convirtió en el primer álbum de la historia con ese formato, en entrar en los charts del Billboard. El álbum vendió más de 400.000 copias en solo dos semanas convirtiéndose en disco de oro en febrero de 1973 y dominó los charts alcanzando el puesto # 1 del Billboard Hot 100.